# Lasianthus barbiger
Lasianthus barbiger är en måreväxtart som beskrevs av Henry Nicholas Ridley. Lasianthus barbiger ingår i släktet Lasianthus och familjen måreväxter.
Artens utbredningsområde är Sumatera. Inga underarter finns listade i Catalogue of Life.